# Hårdvaruacceleration
Hårdvaruacceleration, engelska hardware acceleration, är en funktion för ett datorprogram där datorn använder maskinvara utöver den vanliga processorn, till exempel grafikkort. Det används framför allt för att visa rörlig grafik. Bilder och videor kan laddas mycket snabbare med hjälp av tekniken.